# Ballad of Hollis Brown
Ballad of Hollis Brown – piosenka skomponowana przez Boba Dylana, nagrana przez niego w sierpniu 1963 i wydana na trzecim studyjnym albumie The Times They Are a-Changin’ w styczniu 1964.

## Historia i charakter utworu
Jest to jedna z najbardziej dramatycznych kompozycji Boba Dylana. Opowiada ona historię zdeterminowanego, pozbawionego wszystkiego farmera z Dakoty Południowej, który zabija swoją rodzinę i siebie. Dylan kilkakrotnie podkreślał prawdziwość tej historii. m.in., gdy po raz pierwszy opublikował tę kompozycję w magazynie folkowym Broadside (producentami byli „Sis” Cunningham i Gorden Friesen) jako „The Rise and Fall of Hollis Brown: A True Story”.
Struktura utworu jest interesująca, gdyż muzycznie jest on folkową balladą, ale tekst ma typową formę bluesową. Wykazuje także niewielki wpływy muzyki z Appalachów, zwłaszcza w figurach granych na pojedynczych strunach basowych, co przypomina ballady o mordercach typu „Railroad Boy”, która to piosenka znalazła się na Anthology of American Folk Music (Folkways 1952 i wznowienie w 1997 przez Smithsonian Institution).
Piosenka jest znakomicie skomponowana pod względem dramatycznym i mogłaby być scenariuszem do filmu w stylu Gron gniewu, Z zimną krwią czy Badlands.

## Wersje Dylana
- 22 listopada 1962 – pierwsze znane wykonanie ballady przez Dylana podczas zbiorowego koncertu w Carnegie Hall – Carnegie Hall Hootenanny’.
- Październik 1962 – koncert Dylana w „Gaslight Cafe”; pochodzą z niego najlepsze nagrania Dylana z tego okresu. Zostały wydane w 2005 na CD Live at the Gaslight 1962.
- Grudzień 1962 – rejestracja utworu u wydawcy Dylana – Witmark Music.
- Marzec 1963 – nagrania dla programu TV pod tytułem „Folk Songs and More Folk Songs” w studiu Westinghouse w Nowym Jorku.
- 12 kwietnia 1963 – pierwszy wielki koncert Dylana; odbył się w „Town Hall” w Nowym Jorku. Koncert został nagrany przez Columbię i z nagraniami z dwu innych koncertów miał stanowić treść koncertowego albumu. Projekt został jednak porzucony i pozostały po nim jedynie wydrukowane już okładki albumu.
- 24 kwietnia lub 2 maja 1963 – występ Dylana w chicagowskim klubie „The Bear”.
- Maj/czerwiec 1963 – nagrania dokonane przez Tony’ego Glovera w jego domu w Minneapolis w Minnesocie.
- 17 lipca 1963 – nagrania dokonane przez Dave’a Whitakera w jego domu w Minneapolis.
- 7 sierpnia 1963 – nagrania w studiu w Columbii, umieszczone na albumie. Ballady tej nie było na pierwszej wersji albumu. Dopiero wycofanie z płyty ponadośmiominutowej Percy's Song pozwoliło Dylanowi włożyć w to miejsce „Ballad of Hollis Brown” i „With God on Our Side”.
- 26 października 1963 – koncert Dylana w Carnegie Hall, pierwszy, na który zaprosił swoich rodziców. Nagrania z tego koncertu miały znaleźć się na planowanym albumie koncertowym.
- 17 maja 1964 – koncert w „Royal Festival Hall” w Londynie w Wielkiej Brytanii. Koncert został nagrany przez firmę Pye Records i do tej pory niewydany.
- Koniec września 1964 – koncert w „Town Hall” w Filadelfii w stanie Pensylwania.
- 1 czerwca 1965 – nagrania dla TV BBC w Londynie. Emisja pierwszej części nagrań (z tą balladą) odbyła się 26 czerwca 1965 r.
- Po 10 latach przerwy Dylana wykonywał ten utwór podczas swojego pierwszego od 10 lat tournée. Było to tournée po Ameryce i rozpoczęło się 3 stycznia 1974 Jednak ballada ta nie znalazła się na albumie Before the Flood, prezentującym nagrania z koncertów tej tury.
- Dylan wykonał tę piosenkę na koncercie Live Aid 13 lipca 1985
- Od czasu do czasu powracał do niej w koncertach z serii „Nigdy nie kończące się tournée”.

## Inne wykonania
- Nina Simone – Pastel Blues (1965)
- Hugues Aufray – Chante Dylan (1965); Au Casino de Paris (1996)
- Nazareth – Loud 'n' Proud (1974)
- Leon Russell – Stop All That Jazz (1974)
- The Stooges – Death Trip (1987); Open Up and Bleed (1988)
- The Neville Brothers – Jellow Moon (1989)
- Stephen Stills – Stills Alone (1991)
- Old Blind Dogs – Legacy (1995)
- Mike Seeger z Bobem Dylanem – Third Annual Farewell Reunion (1995)
- The Zimmermen – The Dungeon Tapes (1996)
- Kevin Kinney – The Flower & the Knife (2000)
- Hootie and the Blowfish na albumie różnych artystów – A Tribute to Bob Dylan, Volume 3: The Times They Are a-Changin’. (2000)
- Dudley Connell and Don Rigsby – Another Saturday Night (2001)
- The Neville Brothers na albumie różnych artystów – Doin’ Dylan 2 (2002)
- Entombed – Sons of Satan Praise the Lord (2002)
- Rise Against – Chimes Of Freedom: The Songs Of Bob Dylan (2011)
- Rise Against – Ballad Of Hollis Brown (2012)
- David Lynch – The Big Dream (2013)